# Clarks Grove
Clarks Grove ist eine Kleinstadt (mit dem Status „City“) im Freeborn County im US-amerikanischen Bundesstaat Minnesota. Das U.S. Census Bureau hat bei der Volkszählung 2020 eine Einwohnerzahl von 694 ermittelt.

## Geografie
Clarks Grove liegt im Süden von Minnesota auf 43°45′50″ nördlicher Breite und 93°19′45″ westlicher Länge. Die Stadt erstreckt sich über 1,53 km².
Benachbarte Orte von Clarks Grove sind Geneva (9,6 km nordöstlich), Hollandale (10,1 km östlich), Albert Lea (16,6 km südlich) und Hartland (17,2 km nordwestlich).
Die nächstgelegenen größeren Städte sind Minneapolis (143 km nördlich), Minnesotas Hauptstadt Saint Paul (149 km in der gleichen Richtung), Rochester (95,7 km nordöstlich), Iowas Hauptstadt Des Moines (253 km südlich) und Sioux Falls in South Dakota (293 km westlich).

## Verkehr
Östlich von Clarks Grove verläuft die Interstate 35, die hier die schnellste Verbindung von den Twin Cities und Des Moines bildet. Die Minnesota State Route 251 erreicht in Clarks Grove ihren westlichen Endpunkt. Alle weiteren Straßen sind untergeordnete teils unbefestigte Fahrwege sowie innerörtliche Straßen.
In Nord-Süd-Richtung verläuft eine Eisenbahnlinie der Union Pacific Railroad durch das Stadtgebiet von Clarks Grove.
Mit dem Albert Lea Municipal Airport befindet sich 11,5 km südlich ein kleiner Regionalflughafen. Der nächste Großflughafen ist der Minneapolis-Saint Paul International Airport (137 km nördlich).

## Demografische Daten
Nach der Volkszählung im Jahr 2010 lebten in Clarks Grove 706 Menschen in 295 Haushalten. Die Bevölkerungsdichte betrug 461,4 Einwohner pro Quadratkilometer. In den 295 Haushalten lebten statistisch je 2,39 Personen.
Ethnisch betrachtet setzte sich die Bevölkerung zusammen aus 93,9 Prozent Weißen, 0,6 Prozent Afroamerikanern, 0,4 Prozent amerikanischen Ureinwohnern, 0,4 Prozent Asiaten sowie 2,4 Prozent aus anderen ethnischen Gruppen; 2,3 Prozent stammten von zwei oder mehr Ethnien ab. Unabhängig von der ethnischen Zugehörigkeit waren 6,8 Prozent der Bevölkerung spanischer oder lateinamerikanischer Abstammung.
25,4 Prozent der Bevölkerung waren unter 18 Jahre alt, 60,3 Prozent waren zwischen 18 und 64 und 14,3 Prozent waren 65 Jahre oder älter. 49,4 Prozent der Bevölkerung war weiblich.

Das mittlere jährliche Einkommen eines Haushalts lag bei 48.095 USD. Das Pro-Kopf-Einkommen betrug 22.865 USD. 15,0 Prozent der Einwohner lebten unterhalb der Armutsgrenze.